# Tertullianus

Opera omnia, 1598

Quintus Septimius Florens Tertullianus, född cirka 160, död cirka 225 i Karthago, var en berbisk teolog, författare, apologet och kyrkofader. 

## Biografi
Tertullianus var den förste kristne författaren som skrev på latin, ett pionjärarbete som gjorde honom till det kristna latinets skapare. Termer såsom trinitas, sacramentum, går tillbaka till honom. Teologiskt sett är han påverkad av Irenaeus av Lyon.
Omkring 207 bröt Tertullianus med kyrkan i Rom då han anslutit sig till montanismen, vilken av kyrkan betraktades som kättersk. Det montanitiska inflytandet syns i hans sena författarskap.. Under Augustinus tid fanns en grupp "tertullianer" i Kartago, som dock tynade bort och kyrkobyggnaden övergick till en grupp "vanliga" kristna. Huruvida tertullianismen var en utbrytnining från montanismen eller helt enkelt ett annat namn på densamma är inte klarlagt.
Även efter brytningen med Rom fortsatte Tertullianus att argumentera mot andra heresier. Eftersom Tertullianus avlägsnade sig från kyrkans huvudsakliga kropp blev han aldrig kanoniserad, men fortsätter att betraktas som en av kyrkofäderna.  

## Kvinnosyn
Tertullianus är, liksom Irenaeus väldigt bestämd med vilken som är kvinnans roll i kyrkan, medan han är tvärtemot den samtida Klemens av Alexandria. Att ens komma på tanken att en kvinna ska få döpa, kommer först om det kommer en ny djävul, ansåg han. Han ansåg även att kvinnan skall vara tyst i församlingen och inte ha några manliga sysslor. Hon skall även lyda sin man i hemmet.